# Stadion Careva ćuprija
Stadion Careva ćuprija (serb. Стадион Царева ћуприја) – stadion w Belgradzie o pojemności 2400 widzów. Swoje mecze rozgrywa na nim FK BASK Belgrad.
W 2011 obiekt przeszedł renowację, w wyniku której jego pojemność wzrosła do 2400 widzów. Ponadto w pobliżu stadionu wybudowano hotel, parking i pomieszczenia klubowe, dzięki czemu otrzymał on certyfikat FIFA. Planuje się zwiększyć pojemność obiektu do 3000 widzów.